# Brigada 17 Infanterie (1916-1918)
Brigada 17 Infanterie a fost o mare unitate de nivel tactic, care s-a constituit la 14/27 august 1916, prin mobilizarea unităților și subunităților existente la pace aparținând de Brigada 17 Infanterie din armata permanentă. Din compunerea brigăzii făceau parte Regimentul 34 Infanterie și Regimentul 40 Infanterie. Brigada a făcut parte din organica Divizia 9 Infanterie, fiind dislocată la pace în garnizoana Bazargic.:p. 105
La intrarea în război, Brigada 17 Infanterie a fost comandată de . Brigada 17 Infanterie a participat la acțiunile militare pe frontul românesc, pe toată perioada războiului, între 14/27 august 1916 - 28 ocotmbrie/11 noiembrie 1918.